# Panama hívójelkörzetei
Panama hívójelkörzetei igazodnak az ország tartományi határaihoz, egy hívójelkörzetbe egy vagy több tartomány tartozik.
Panama számára az ITU a 3[E..F], H[3,8,9], H[O..P] hívójelprefixeket határozta meg.

## Panama hívójelkörzetei[1][2][3]
| Prefix    | Körzet | Hely/jelleg                                           |
| --------- | ------ | ----------------------------------------------------- |
| 3[E..F]   | [1..9] | Panama                                                |
| H[3,8,9]] | [1..9] | Panama                                                |
| HO        | [1..9] | Panama                                                |
| HP        | 0      | Speciális állomások                                   |
| HP        | 1      | Panama                                                |
| HP        | 1      | Nyugat-Panama                                         |
| HP        | 2      | San Blas (Guna Yala)                                  |
| HP        | 3      | Chiriquí                                              |
| HP        | 4      | Bocas del Toro                                        |
| HP        | 4      | Coclé                                                 |
| HP        | 5      | Herrera                                               |
| HP        | 5      | Los Santos                                            |
| HP        | 6      | Veraguas                                              |
| HP        | 7      | Darién                                                |
| HP        | 8      | Perias Archipeligo                                    |
| HP        | 8      | Colba Island                                          |
| HP        | 9      | Hajón, tengeren, vízi járműveken létesített állomások |

## Lajstromjel
Vízi és légi járművek lajstromjelezéséhez a HP prefixet használják.